# Natalia Oreiro
Natalia Marisa Oreiro Iglesias, röviden Natalia Oreiro (Villa del Cerro, Montevideo, 1977. május 19. –) uruguay-i énekesnő, színésznő.

## Élete
Színészi tanulmányait nyolcéves korában kezdte, és élete forgatásokból, utazásokból, stúdiófelvételekből, promóciókból áll.
Tizenkét éves korától színészkedett először, mint gyermekszínész, a karrierje a reklámfilmek világában kezdődött el. Tizenkét és tizenhat éves kora között több, mint harminc reklámban szerepelt, többek között a Coca, Pepsi, és Johnson & Johnson reklámokban. Tizennégy éves korában tízezer észak-, közép- és dél-amerikai jelentkező közül választották ki, hogy elkísérje Xuxat a turnéjára.
Az általa megkeresett pénzből Buenos Airesbe ment szereplőválogatásokra. Amikor tizenhét éves volt, egyedül átköltözött Argentínába. Ekkor egy kis szerepet kapott a „Meghódíthatatlan szív” című szappanoperában, ezért lemondott arról, hogy Xuxa kísérője legyen továbbra is, valamint hogy műsorvezető legyen az MTV-n.
1995-ben felkérték, játssza el Patricia Palmers unokahúgát az „Édes Anna” című szappanoperában, melyben megismerkedett későbbi szerelmével is. Majd a "Modellek 90-60-90" című sorozatban játszott. Egy év múlva közismert lett Valeria szerepével a "Híresek és Gazdagok" című szappanoperában.
Együtt szerepelt Guillermo Francellával „Az egy argentin New Yorkban” című mozifilmben, ahol egy fiatal lányt játszott, aki megvalósította a zenével kapcsolatos álmait. A film nézettségi rekordokat döntött 1 600 000 nézővel, ez volt a karrierje első kimagasló értéke.
1998-ban elkészítette első világméretű lemezét „Natalia Oreiro” címmel. Dalait ma már az egész világon hallgatják. Magyarországon ez a lemeze is platinalemez lett. Ezt követően Natalia Oreiro koncert-turnéra indult. 2000 januárjában megkapta az "Év ünnepelt személyisége" díjat. Két egymást követő évben jelölték "Martin Fierro" díjra a legjobb drámai színésznő kategóriában „Cholito”, azaz az „Öcskös” szerepéért. „Cholito” szerepében egy fiús, érzékeny árvát játszott, akiként „elcsábította” a nézőket a „Vad Angyalban”. Ezt a sorozatot hatvan országban vetítették, többek között az Amerikai Egyesült Államokban, Oroszországban, Görögországban, Szlovéniában, Szlovákiában, Cipruson, Litvániában, Romániában, Bosznia-Hercegovinában, Magyarországon, Csehországban, és az összes latin-amerikai országban. Ez a sorozat Magyarországon a TV2 kereskedelmi csatornán volt először látható.
Együtt énekelt Raffaella Carraval Olaszországban, részt vett a spanyol közösségek gáláján, egy klasszikus spanyol showban, a Punta del Estében, valamint fellépett a miami fesztiválon a 8. utcában. Ezután elhatározta, hogy a 2000-es évben a zenei karrierjének szenteli magát, ezért elutazott Los Angelesbe, hogy felvegye második nagylemezét „Tu Veneno” címmel. A „Tu Veneno” (A te mérged) magyar nyelvre fordítva elérte Magyarországon a platinalemez minősítést. Natalia a lemezét koncert-turnén bemutatta. A „Tu Veneno” egy pop-rock stílusú album egy kis andalúz zenével keverve; a 15 dal között szerepel a „Basta de ti”, melyet Natalia együtt készített Fernando Lopez Rossival, a „Rio de la Plata”, mely Natalia életéről szól, valamint a „Que pena me das” címu szám, melyet Andres Calamaro külön Natalia számára írt. A „Tu Veneno” címu album elkészítésében más zenészek is részt vettek, mint például Abraham Laboriel Jr., Jimmy Johnson, James Taylor, Alex Acuna, Greg Mathison, Michael Thompson, Michael Landau, Rusty Anderson, Jose Antonio Rodriguez, Ramon Stagnaro, Ed Calle, Dana Teboe, Tony Concepcion. Natalia különféle díjakat kapott filmjeiért Spanyolországban, Olaszországban, és az Amerikai Egyesült Államokban. 2001-ben megtalálta élete nagy szerelmét, egy argentin rock zenész, Ricardo Mollo személyében, akihez nagy titoktartás közepette 2001. december 31-én feleségül ment.
A 2002-es év ismét gyümölcsöző volt Natalia karrierjében: leforgatta a Kachorra című szappanoperát, melynek nagy sikere volt több dél-amerikai, európai, illetve ázsiai országban; valamint elkészítette negyedik albumát „Turmalina” címmel. A legújabb albumát bemutatta a Turmalina koncert-turnén. Natalia a 2003-as év folyamán sem tétlenkedett: leforgatta második mozifilmjét Cleopatra címmel, amellyel ismét nagy sikert aratott. Ezt követően egy kis pihenés után oroszországi turnéra indult, melyen rajongói legnagyobb örömére több városban, több koncertet adott. Argentin rajongóit sem "hanyagolta el", mert a koncert turnét egy argentin, Rosarióban megrendezett koncerttel zárta. A 2004-es év szintén egy új telenovella szereppel ajándékozta meg Nataliát, ahol egy Carmen nevű érzéki nőt alakított, s melynek címe El deseo, azaz Kívánság.
Miközben Natalia új albumának elkészítésén dolgozott, a 2005-ös évben filmes karrierjének építését sem hanyagolta el. Oroszországban leforgatta az El Ritmo Del Tango című argentin-orosz koprodukciós telenovellát, majd a TELEFE csatornát elhagyva leszerződött a Canal 13-hoz, ahol az év végén megkezdje a Sos mi vida című sorozatot, melyben ismét – a Vad Angyalból jól ismert – Facundo Aranával játszik együtt. Ezt a sorozatot Magyarországon először az RTL Klub kereskedelmi csatorna mutatta be Te vagy az életem címmel. 2005-ben koncertet adott Haitin és Tahitin is.
2006-ban befejezte a Sos mi vida forgatását utána 2 új dalt vett fel, majd kampányokban vállalt szerepet. 2007 Natalia számára új szerepeket jelentett főként reklámfilmekben. Martin Ferrero díjat is kapott. 2008-ban lelkesen forgatta az „Amanda O” sikersorozatot, ami Argentínában az első "internetsorozat". Hamarosan a Loreal reklámarca lett, és 2010-ben új filmekben vállalt főszerepet (Miss tacuarembó illetve Mi primera boda). 2011 júliusában bejelentette hogy terhes. 3 hónapos terhesen is dolgozott, hiszen Kolumbiában felvették a Lynch című 13 részes sorozatot, amiben Natalia főszerepet játszott. A sorozatban egy anyát alakít, aki nem törődik a gyerekével. 2012. január 20-án megszületett a színésznő első kisfia, aki a Merlin nevet kapta. Néhány hónap pihenő után 2012. július 17-én elkezdte forgatni legújabb filmjét, amelynek címe: Wakolda. Ebben az évben forgatják le a Lynch című sorozat újabb évadát is.
2012. november 24-én Oroszországba utazott, ahol fellépett a Super Diskoteka 90 rendezvényen, ahol három dalt énekelt el.
2012. december elején elkezdte forgatni új sorozatát, amelynek címe: Solamente Vos. A sorozatban Adrian Suar a partnere. 2015-től egy új tv-sorozat főszerepében láthatják a nézők, az Entre Canibales-ben egy fiatalkorában megerőszakolt nőt játszik, aki bosszút esküdik ellenségei ellen.

## Művészi karrier

### Televízió
| Év         | Cím                        | Magyar cím                       | Szerepnév                                     | Magyar hang   |
| ---------- | -------------------------- | -------------------------------- | --------------------------------------------- | ------------- |
| 1994       | Inconquistable corazón     |                                  | Victoria                                      |               |
| 1995       | Dulce Ana                  |                                  | Veronica Iturbe Montalbán                     |               |
| 1996       | 90-60-90 Modelos           |                                  | Lucía Peralta                                 |               |
| 1997       | Ricos y famosos            | Híresek és gazdagok              | Valeria García Méndez de Salerno              | Huszárik Kata |
| 1998–1999  | Muñeca Brava               | Vad angyal                       | Milagros Espósito "La Cholito"                | Kiss Virág    |
| 2000       | Cabecita                   | Lucecita                         | Milagros Espósito "La Cholito" (vendégszerep) | Kiss Virág    |
| 2002       | Kachorra                   | Kachorra – az ártatlan szökevény | Antonia Guerrero "Kachorra"/Rosario Achával   | Kiss Virág    |
| 2004       | El Deseo                   |                                  | Carmen                                        |               |
| 2005       | Botines                    |                                  | Renée                                         |               |
| 2006       | Sos mi vida                | Te vagy az életem                | Esperanza "La Monita" Muñoz                   | Kiss Virág    |
| 2007       | Patito Feo                 |                                  | Patricia González                             |               |
| 2008       | Amanda O                   | Amanda O                         | Amanda O                                      | Kiss Virág    |
| 2008       | Recurso Natural            |                                  | Önmaga                                        |               |
| 2010       | Se dice de mi              |                                  | Önmaga                                        |               |
| 2011       | Cuando me sonreís          | Mosolyt kérek!                   | Leonora Bellami                               | Kiss Virág    |
| 2012–2013  | Lynch                      |                                  | Isabel Reyes alias Mariana                    |               |
| 2013       | Solamente vos              |                                  | Aurora Andrés                                 |               |
| 2015       | Entre caníbales            |                                  | Ángeles Pellegrini/Ariana Mendoza             |               |
| 2020–jelen | Got Talent Uruguay         |                                  | Önmaga                                        |               |
| 2022–jelen | La Voz                     |                                  | Önmaga                                        |               |
| 2022       | losi, el espia arrepentido |                                  | Claudia                                       |               |
| 2022       | Santa Evita                | Szent Evita                      | Evita Perón                                   | Kiss Virág    |

### Filmográfia
| Év   | Eredeti Cím                        | Magyar Cím               | Szerep                            | Magyar hang |
| ---- | ---------------------------------- | ------------------------ | --------------------------------- | ----------- |
| 1998 | Un Argentino en New York           | Egy argentin New Yorkban | Verónica 'Vero' De Ricci          | Kiss Virág  |
| 2003 | Cleopatra                          |                          | Sandra / Milagros                 |             |
| 2004 | La guerra de los gimnasios (rövid) |                          | Telenovella színésznő             |             |
| 2006 | La peli                            |                          | Lola Montero                      |             |
| 2008 | Las vidas posibles                 |                          | Marcía Miconi                     |             |
| 2008 | Música en espera                   |                          | Paula Otero                       |             |
| 2010 | Francia                            |                          | Cristina                          |             |
| 2010 | Miss Tacuarembó                    |                          | Natalia "Cristal" / Cándida López |             |
| 2011 | My First Wedding                   |                          | Leonora Bellami                   |             |
| 2011 | Clandestine Childhood              |                          | Cristina                          |             |
| 2013 | The German Doctor                  |                          | Eva                               |             |
| 2016 | I’m Gilda                          |                          | Gilda                             |             |
| 2017 | The Unseen                         |                          | Dr. Ortega                        |             |
| 2018 | Re Loca                            |                          | Pilar                             |             |
| 2020 | Nasha Natasha                      |                          | Önmaga                            |             |
| 2021 | La Noche Magica                    |                          | Kira Damato                       |             |
| 2022 | Hoy Se Arregla El Mundo            |                          | Silvina Lasarte                   |             |
| 2022 | Las Rojas                          |                          | Constanza                         |             |
| 2024 | Campamento con mamá                | Nyári tábor anyuval      |                                   | Kiss Virág  |

## Lemezei
- Natalia Oreiro (1998)
- Tu veneno (2000)
- Turmalina (2002)
- Gilda, no me arrepiento de este amor (2016)

## Turnék
| Év        | Név                                    | Koncertek száma |
| --------- | -------------------------------------- | --------------- |
| 2000–2002 | Tu veneno Tour                         | 35 koncert      |
| 2003      | Tourmalina                             | 10 koncert      |
| 2005      | Tahití, Haití Tour                     | 3 koncert       |
| 2013      | Tour Hits                              | 4 koncert       |
| 2014      | Nasha Natasha Tour                     | 16 koncert      |
| 2015      | Fiesta Tour (törölve)                  | 8 koncert       |
| 2016–2017 | Cumbia & Hits Tour                     | 13 koncert      |
| 2019      | Felejthetetlen Turné                   | 17 koncert      |
| 2020      | 20 év együtt (A Covid19 miatt törölve) | 13 koncert      |

## Külső hivatkozások
- Natalia Oreiro.lap.hu
- Sos mi vida.lap.hu - linkgyűjtemény
- Natalia Oreiro — Río de la Plata (videóklip)
- Natalia Oreiro az Internet Movie Database oldalon (angolul)